# Boulder Creek
Boulder Creek és una població dels Estats Units a l'estat de Califòrnia. Segons el cens del 2000 tenia 4.081 habitants.

## Demografia
Segons el cens del 2000, Boulder Creek tenia 4.081 habitants, 1.630 habitatges, i 1.025 famílies. La densitat de població era de 371,6 habitants per km².
Dels 1.630 habitatges en un 31,8% hi vivien nens de menys de 18 anys, en un 48,1% hi vivien parelles casades, en un 10,1% dones solteres, i en un 37,1% no eren unitats familiars. En el 25,6% dels habitatges hi vivien persones soles el 4,2% de les quals corresponia a persones de 65 anys o més que vivien soles. El nombre mitjà de persones vivint en cada habitatge era de 2,5 i el nombre mitjà de persones que vivien en cada família era de 3,02.
Per edats la població es repartia de la següent manera: un 23,6% tenia menys de 18 anys, un 7,9% entre 18 i 24, un 33,8% entre 25 i 44, un 28,7% de 45 a 60 i un 6% 65 anys o més.
L'edat mediana era de 38 anys. Per cada 100 dones de 18 o més anys hi havia 101,6 homes.
La renda mediana per habitatge era de 60.455 $ i la renda mediana per família de 66.037 $. Els homes tenien una renda mediana de 48.125 $ mentre que les dones 40.197 $. La renda per capita de la població era de 32.012 $. Entorn de l'1,9% de les famílies i el 8% de la població estaven per davall del llindar de pobresa.

## Poblacions properes
El següent diagrama mostra les poblacions més properes.